# داب (آرکانزاس)
داب (به انگلیسی: Dub) یک منطقهٔ مسکونی در ایالات متحده آمریکا است که در شهرستان پوینست، آرکانزاس واقع شده‌است. داب ۶۶٫۱۴ متر بالاتر از سطح دریا واقع شده‌است.